# Холт (Бакау)
Холт (рум. Holt) насеље је у Румунији у округу Бакау у општини Летеа Веке. Oпштина се налази на надморској висини од 155 m.

## Становништво
Према подацима из 2002. године у насељу је живело 1434 становника, од којих су сви румунске националности.